# Fabio Di Giannantonio
Fabio Di Giannantonio (Roma, Italia; 10 de octubre de 1998) es un piloto de motociclismo italiano. Desde 2015 participa en el Campeonato del Mundo de Motociclismo, siendo el subcampeonato de Moto3 en 2018 su mejor resultado. Desde 2022 compitió en la categoría de MotoGP con el equipo Gresini Racing, obteniendo su primera victoria en el Gran Premio de Catar de 2023. En 2024 compite con el Pertamina Enduro VR46 Racing Team.

## Biografía
Es originario del distrito EUR de Roma. En 2009, fue campeón europeo de minimoto junior, en 2010 ganó el Trofeo Honda HIRP 100cc, mientras que en 2012 ganó el título italiano PreGP 250cc. En 2015 fue segundo en la categoría Moto3 del Campeonato Italiano de Velocidad, gracias a dos victorias. En el mismo año participó en la Red Bull Rookies Cup, consiguiendo tres victorias y el segundo lugar en la clasificación final.

### Moto3
2015
Hizo su debut en la categoría Moto3 en la temporada 2015, corriendo en el Gran Premio de Valencia como piloto de reemplazo a bordo de una Honda NSF250R del equipo Gresini Racing.
2016
En la temporada 2016 se mantiene en el mismo equipo, como compañero de equipo de Enea Bastianini. Obtiene sus primeros puntos y su primer podio en el Gran Premio de Italia, después de haber estado también en el mando de la carrera durante algunas vueltas. Repitió en Assen, una carrera que ha visto en el podio a otros dos italianos Francesco Bagnaia y Andrea Migno. En la República Checa ocupó el tercer lugar. Terminó la temporada en el sexto lugar en la clasificación de pilotos con 134 puntos.
2017

### Moto2
2019
En 2019, Di Giannantonio hizo su debut en Moto2 en el equipo Speed Up; como compañero de equipo de Jorge Navarro. En Catar, en la primera carrera de la temporada, finalizó undécimo tras una remontada desde la decimonovena posición. Tras dos abandonos en Argentina y las Américas, Di Giannantonio sumó puntos en los grandes premios de España y Francia. Su primer top 10 en Moto2 llegó a Mugello tras una remontada desde el último puesto tras un toque en la primera vuelta. En el Gran Premio de Cataluña, Di Giannantonio se retiró por una caída mientras estaba en la tercera posición. En el Gran Premio de Alemania, en Sachsenring, Di Giannantonio finalizó cuarto tras partir desde la misma posición. En el siguiente gran premio, en la República Checa, Di Giannantonio largo desde el quinto lugar y logró subir por primera vez al podio al terminar la carrera en la segunda posición. En el Gran Premio de San Marino, consiguió su primera pole position en la categoría y en su carrera, y el día siguiente, en la carrera terminó en la segunda posición.

### MotoGP
2022
En el Gran Premio de Italia, en el Autódromo Internacional del Mugello, consiguió su primera pole position en la categoría.
En el gran premio de Catar 2023 consiguió su primera victoria en la categoría.
El 27 de noviembre de 2023 se confirmó su participación en la temporada 2024 en el equipo Mooney VR46 de Valentino Rossi.

## Resultados

### Campeonato del Mundo de Motociclismo
Sistema de puntuación de 1993 hasta 2022:
| Posición | 1.º | 2.º | 3.º | 4.º | 5.º | 6.º | 7.º | 8.º | 9.º | 10.º | 11.º | 12.º | 13.º | 14.º | 15.º |
| Puntos   | 25  | 20  | 16  | 13  | 11  | 10  | 9   | 8   | 7   | 6    | 5    | 4    | 3    | 2    | 1    |

Sistema de puntuación desde 2023 en adelante:
| Posición       | 1.º | 2.º | 3.º | 4.º | 5.º | 6.º | 7.º | 8.º | 9.º | 10.º | 11.º | 12.º | 13.º | 14.º | 15.º |
| Puntos         | 25  | 20  | 16  | 13  | 11  | 10  | 9   | 8   | 7   | 6    | 5    | 4    | 3    | 2    | 1    |
| Carrera sprint | 12  | 9   | 7   | 6   | 5   | 4   | 3   | 2   | 1   |      |      |      |      |      |      |

#### Por categoría
| Cat.   | Temporadas    | 1.er Gran Premio | 1.er Podio      | 1.ª Victoria    | Carreras | Victorias | Podios | Poles | V.Ráp. | Pts. | CM |
| ------ | ------------- | ---------------- | --------------- | --------------- | -------- | --------- | ------ | ----- | ------ | ---- | -- |
| Moto3  | 2015-2018     | Valencia 2015    | Italia 2016     | Rep. Checa 2018 | 55       | 2         | 14     | 0     | 3      | 505  | 0  |
| Moto2  | 2019-2021     | Catar 2019       | Rep. Checa 2019 | España 2021     | 52       | 1         | 8      | 1     | 0      | 334  | 0  |
| MotoGP | 2022-presente | Catar 2022       | Australia 2023  | Catar 2023      | 51       | 1         | 2      | 1     | 0      | 288  | 0  |
| Total  | 2015-presente | 2015-presente    | 2015-presente   | 2015-presente   | 158      | 4         | 24     | 2     | 3      | 1127 | 0  |

#### Por temporada
| Temp. | Cat.   | Moto     | Equipo                            | Carreras | Victorias | Podios | Poles | V.Ráp. | Pts. | Pos  |      |
| ----- | ------ | -------- | --------------------------------- | -------- | --------- | ------ | ----- | ------ | ---- | ---- | ---- |
| 2015  | Moto3  | Honda    | Gresini Racing Moto3              | 4        | 1         | 0      | 0     | 0      | 0    | 0    | NC   |
| 2016  | Moto3  | Honda    | Gresini Racing Moto3              | 4        | 18        | 0      | 3     | 0      | 0    | 134  | 6.º  |
| 2017  | Moto3  | Honda    | Del Conca Gresini Moto3           | 21       | 18        | 0      | 5     | 0      | 2    | 153  | 5.º  |
| 2018  | Moto3  | Honda    | Del Conca Gresini Moto3           | 21       | 18        | 2      | 6     | 0      | 1    | 218  | 2.º  |
| 2019  | Moto2  | Speed Up | Speed Up Racing                   | 21       | 19        | 0      | 2     | 1      | 0    | 108  | 9.º  |
| 2020  | Moto2  | Speed Up | Speed Up Racing                   | 21       | 15        | 0      | 2     | 0      | 0    | 65   | 15.º |
| 2021  | Moto2  | Kalex    | Federal Oil Gresini Moto2         | 21       | 18        | 1      | 4     | 0      | 0    | 161  | 7.º  |
| 2022  | MotoGP | Ducati   | Gresini Racing MotoGP             | 49       | 20        | 0      | 0     | 1      | 0    | 24   | 20.º |
| 2023  | MotoGP | Ducati   | Gresini Racing MotoGP             | 49       | 20        | 1      | 2     | 0      | 0    | 151  | 12.º |
| 2024  | MotoGP | Ducati   | Pertamina Enduro VR46 Racing Team | 49       | 17        | 0      | 0     | 0      | 1    | 165  | 10.º |
| 2025  | MotoGP | Ducati   | Pertamina Enduro VR46 Racing Team | 49       |           |        |       |        |      | *    | *    |
| Total | Total  | Total    | Total                             | Total    | 164       | 4      | 24    | 2      | 4    | 1179 |      |

- * Temporada en curso.

#### Carreras por año
| Año  | Cat.   | Moto     | 1         | 2         | 3        | 4        | 5       | 6       | 7       | 8       | 9         | 10       | 11       | 12        | 13        | 14       | 15       | 16      | 17       | 18      | 19      | 20      | 21  | 22  | Pos. | Pts. |
| ---- | ------ | -------- | --------- | --------- | -------- | -------- | ------- | ------- | ------- | ------- | --------- | -------- | -------- | --------- | --------- | -------- | -------- | ------- | -------- | ------- | ------- | ------- | --- | --- | ---- | ---- |
| 2015 | Moto3  | Honda    | QAT       | AME       | ARG      | SPA      | FRA     | ITA     | CAT     | NED     | GER       | IND      | CZE      | GBR       | RSM       | ARA      | JPN      | AUS     | MAL      | VAL 23  |         |         |     |     | NC   | 0    |
| 2016 | Moto3  | Honda    | QAT 26    | ARG 25    | AME 17   | SPA Ret  | FRA 17  | ITA 2   | CAT 9   | NED 2   | GER 5     | AUT 8    | CZE 3    | GBR 6     | RSM 10    | ARA 4    | JPN 5    | AUS Ret | MAL 15   | VAL 5   |         |         |     |     | 6.º  | 134  |
| 2017 | Moto3  | Honda    | QAT 8     | ARG Ret   | AME 3    | SPA 5    | FRA 3   | ITA 2   | CAT 7   | NED Ret | GER 11    | CZE 21   | AUT 6    | GBR 10    | RSM 3     | ARA 2    | JPN 7    | AUS Ret | MAL 9    | VAL Ret |         |         |     |     | 5.º  | 153  |
| 2018 | Moto3  | Honda    | QAT 6     | ARG 3     | AME 5    | SPA 7    | FRA 4   | ITA 3   | CAT 7   | NED 9   | GER Ret   | CZE 1    | AUT 11   | GBR C     | RSM 3     | ARA 4    | THA 1    | JPN Ret | AUS 2    | MAL 6   | VAL 4   |         |     |     | 2.º  | 218  |
| 2019 | Moto2  | Speed Up | QAT 11    | ARG Ret   | AME Ret  | SPA 12   | FRA 12  | ITA 10  | CAT Ret | NED 11  | GER 4     | CZE 2    | AUT 14   | GBR 6     | RSM 2     | ARA 11   | THA 18   | JPN 11  | AUS 14   | MAL Ret | VAL 9   |         |     |     | 9.º  | 108  |
| 2020 | Moto2  | Speed Up | QAT 13    | SPA Ret   | AND 18   | CZE 16   | AUT 21  | EST 18  | RSM 7   | ERM 8   | CAT 3     | FRA 7    | ARA Ret  | TER 2     | EUR Ret   | VAL Ret  | POR Ret  |         |          |         |         |         |     |     | 15.º | 65   |
| 2021 | Moto2  | Kalex    | QAT 3     | DOH 10    | POR 11   | SPA 1    | FRA 8   | ITA Ret | CAT Ret | GER 4   | NED Ret   | EST 13   | AUT 12   | GBR 5     | ARA 6     | RSM 9    | AME 2    | ERM 8   | ALG 11   | VAL 2   |         |         |     |     | 7.º  | 161  |
| 2022 | MotoGP | Ducati   | QAT 17    | INA 18    | ARG Ret  | AME 21   | POR Ret | SPA 18  | FRA 13  | ITA 11  | CAT Ret   | GER 8    | NED 14   | GBR 22    | AUT 11    | RSM 20   | ARA 19   | JPN 17  | THA 18   | AUS 20  | MAL Ret | VAL 15  |     |     | 20.º | 24   |
| 2023 | MotoGP | Ducati   | POR Ret16 | ARG 1012  | AME 917  | SPA 1211 | FRA 812 | ITA 14  | GER 912 | NED Ret | GBR 1312  | AUT 1711 | CAT 1013 | RSM 17    | IND Ret10 | JPN 8    | INA 46   | AUS 3C  | THA 9Ret | MAL 913 | QAT 12  | VAL 46  |     |     | 12.º | 151  |
| 2024 | MotoGP | Ducati   | QAT 7Ret  | POR 10Ret | AME 6Ret | SPA 713  | FRA 67  | CAT 56  | ITA 7   | NED 45  | GER Ret12 | GBR 59   | AUT INJ  | ARA 715   | RSM 9Ret  | ERM 1418 | INA Ret9 | JPN 86  | AUS 47   | THA 48  | MAL INJ | SLD INJ |     |     | 10.º | 165  |
| 2025 | MotoGP | Ducati   | THA 10Ret | ARG 5     | AME 34   | QAT 166  | SPA 56  | FRA 87  | GBR 93  | ARA 96  | ITA 35    | NED 64   | GER Ret4 | CZE 16Ret | AUT Ret8  | HUN      | CAT      | RSM     | JPN      | INA     | AUS     | MAL     | POR | VAL | 6.º  | 144  |

| Color     | Resultado                                                               |
| --------- | ----------------------------------------------------------------------- |
| Oro       | Ganador                                                                 |
| Plata     | 2.ª plaza                                                               |
| Bronce    | 3.ª plaza                                                               |
| Verde     | Finalizó en los puntos                                                  |
| Azul      | Finalizó sin puntos                                                     |
| Azul      | NC - No clasificado                                                     |
| Violeta   | Ret - No terminó (Carrera)                                              |
| Rojo      | DNQ - No se clasificó                                                   |
| Negro     | DSQ - Descalificado                                                     |
| Blanco    | DNS - No empezó (carrera)                                               |
| Blanco    | WD - Retirado (fin de semana)                                           |
| Blanco    | C - Carrera cancelada                                                   |
| Sin color | DNP - Inscrito pero no participó                                        |
| Sin color | INJ - Lesionado                                                         |
| Sin color | EX - Excluido                                                           |
| Estado    | Resultado                                                               |
| Negrita   | Pole position                                                           |
| Cursiva   | Vuelta rápida                                                           |
| x         | Posición en carrera sprint                                              |
| †         | Abandona, pero clasifica al completar el porcentaje requerido para ello |